# Abedin Mujezinović
Abedin Mujezinović (* 2. Juni 1993 in Zenica) ist ein bosnischer Mittelstreckenläufer, der sich auf den 800-Meter-Lauf spezialisiert hat.

## Sportliche Laufbahn
Erste internationale Erfahrungen sammelte Abedin Mujezinović im Jahr 2016, als er bei den Balkan-Hallenmeisterschaften in Istanbul in 1:54,58 min den fünften Platz belegte und mit der bosnischen 4-mal-400-Meter-Staffel nach 3:20,86 min den vierten Platz erreichte. Bei den Freiluftmeisterschaften in Pitești wurde er in 1:50,73 min Zweiter im B-Lauf und gewann mit der Staffel in 3:09,47 min sie Bronzemedaille. Im Jahr darauf siegte er bei den Balkan-Hallenmeisterschaften in Belgrad in 1:51,08 min über 800 Meter und wurde mit der Staffel in 3:18,12 min Vierter. Im Juli siegte er dann auch bei den Freiluftmeisterschaften in Novi Pazar in 1:51,75 min. 2018 gewann er bei den Balkan-Hallenmeisterschaften in Istanbul in 3:21,24 min die Bronzemedaille mit der Staffel und anschließend gewann er bei den Mittelmeerspielen in Tarragona in 1:48,07 min die Bronzemedaille hinter dem Spanier Álvaro de Arriba und Mostafa Smaili aus Marokko. Daraufhin startete er bei den Europameisterschaften in Berlin, wurde dort aber bereits im Vorlauf disqualifiziert. 2019 schied er dann bei den Halleneuropameisterschaften in Glasgow mit 1:49,26 min in der Vorrunde aus und 2020 gewann er bei den Balkan-Hallenmeisterschaften in Istanbul in 1:50,75 min die Silbermedaille und bei den Freiluftmeisterschaften in Cluj-Napoca gewann er in 1:50,15 min Bronze, wie auch bei den Balkan-Hallenmeisterschaften 2021 in Istanbul in 1:49,60 min. Kurz darauf wurde er bei den Halleneuropameisterschaften in Toruń im Vorlauf disqualifiziert. Ende Juni kam er bei den Balkan-Meisterschaften in Smederevo nicht ins Ziel und im Jahr darauf siegte er in 1:50,88 min über 800 m bei den Balkan-Hallenmeisterschaften in Istanbul. Anfang Juli startete er erneut bei den Mittelmeerspielen in Oran und schied dort mit 1:47,23 min im Vorlauf aus. Anschließend kam er bei den Weltmeisterschaften in Eugene mit 1:46,26 min nicht über die erste Runde hinaus und schied dann bei den Europameisterschaften in München mit 1:50,20 min im Halbfinale aus.
2023 schied er bei den Halleneuropameisterschaften in Istanbul mit 1:48,77 min in der ersten Runde über 800 Meter aus. Im Juni wurde er bei der 3. Liga der Team-Europameisterschaft im Rahmen der Europaspiele in Chorzów in 47,85 s Sechster über 400 Meter und gelangte mit der 4-mal-100-Meter-Staffel mit 41,64 s auf Rang vier und mit der Mixed-Staffel mit 3:30,74 min auf Rang fünf. Im Juli belegte er bei den Balkan-Meisterschaften in Kraljevo in 1:48,88 min den vierten Platz, ehe er bei den Weltmeisterschaften in Budapest mit 1:47,76 min im Vorlauf ausschied. Im Jahr darauf wurde er bei den Balkan-Meisterschaften in Izmir in 1:50,26 min Achter. Kurz darauf schied er bei den Europameisterschaften in Rom mit 1:49,20 min in der ersten Runde aus.
In den Jahren 2019 und von 2021 bis 2023 wurde Mujezinović bosnischer Meister über 800 Meter sowie 2020 im 400-Meter-Lauf.

## Persönliche Bestleistungen
- 400 Meter: 47,58 s, 10. August 2019 in Skopje
  - 400 Meter (Halle): 49,28 s, 21. Januar 2018 in Padua
- 800 Meter: 1:45,32 min, 14. Juli 2023 in Lignano Sabbiadoro
  - 800 Meter (Halle): 1:48,32 min, 30. Januar 2021 in Wien
- 1000 Meter: 2:23,95 min, 14. September 2019 in Chorzów
  - 1000 Meter (Halle): 2:23,40 min, 18. Februar 2018 in Istanbul (bosnischer Rekord)